# Oculus
Meta Oculus是Meta公司旗下的一家美國虛擬實境科技公司，由帕爾默·拉奇與布倫丹·艾瑞比成立。他們的首件產品Oculus Rift是一款逼真的虛擬實境頭戴式顯示器，且目前已經在市面上販售。Facebook於2014年3月同意以20億美元現金及Facebook股票收購Oculus VR。
2017年5月，Facebook宣布将关闭Oculus的VR内容制作部门“Oculus Story Studio”。

## 傲库路思
2016年，疑似为Oculus上海分公司的“傲库路思商务信息咨询(上海)有限公司”成立，但有媒体向Oculus创始人咨询“傲库路思”网站是否为Oculus中国官方网站，得到了否定的答复。

## 产品

### Meta Quest 3
Meta Quest 3是由Meta推出的第二款主打混合现实功能一体机。机器内首发采用高通骁龙XR2 gen 2处理器，采用了Pancake结构透镜，并不支援面部识别和眼球追踪技术，机身集成了2个彩色攝影機和1个深度传感器支援混合现实功能。其搭配的控制器为Meta Quest Touch Plus，取消了Quest 2控制器上所使用的追踪环和Quest Pro控制器上的攝影機。于2023年10月10日起发售。

### Quest Pro
Meta Quest Pro是Oculus在更名“Reality Labs”后推出的首个硬體，也是Facebook更名Meta后推出的首个旗舰级混合现实一体机。机器内采用高通骁龙XR2+ gen 1处理器，采用了Pancake结构透镜，支援臉部辨識和眼球追踪技术，机身集成了多个彩色攝影機支援混合现实功能。其配套的控制器Meta Quest Touch Pro内置了骁龙662处理器。于2022年10月起预售。

### Oculus Quest 2

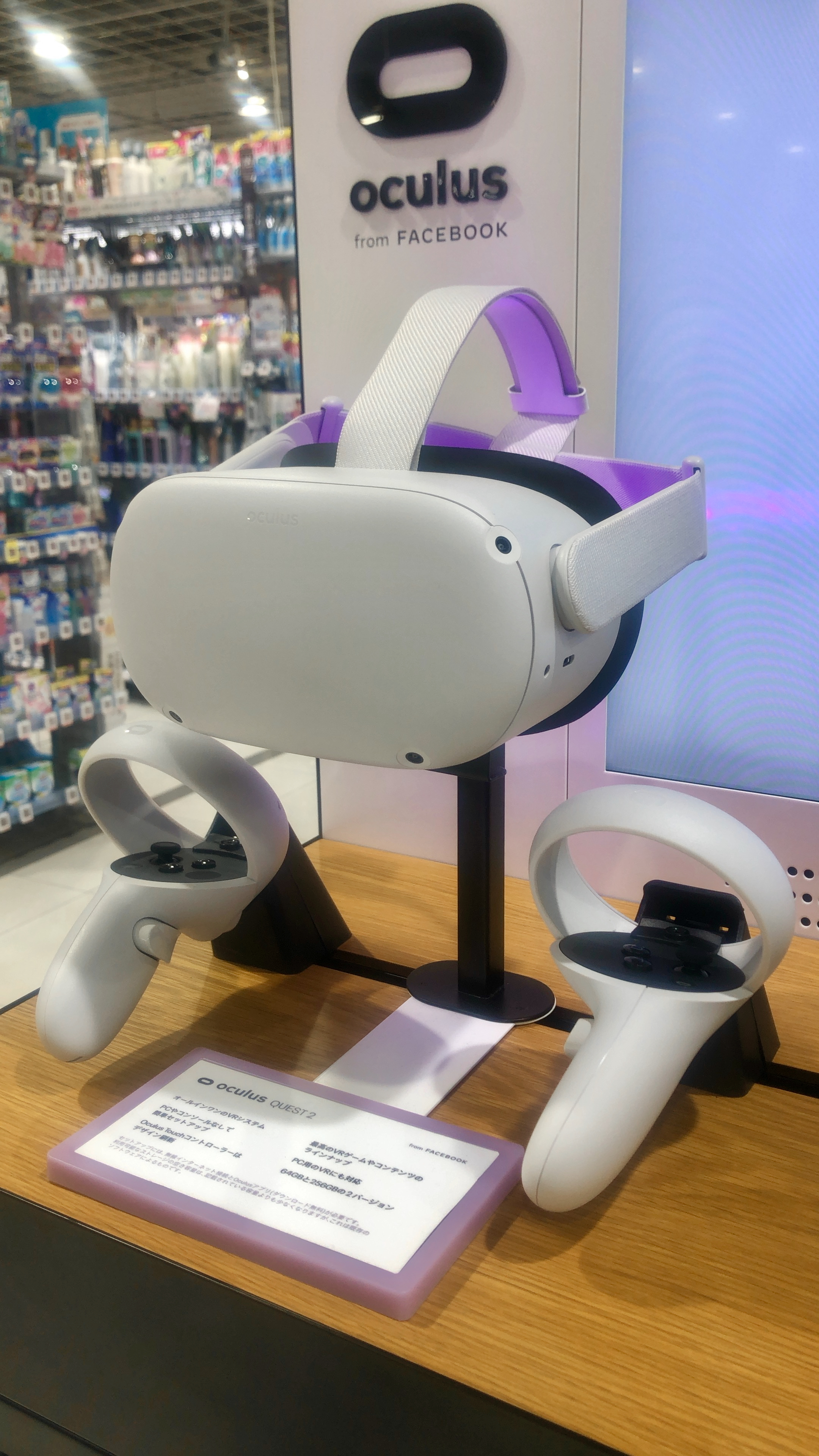
Oculus Quest 2

Oculus Quest 2是Oculus继Oculus Quest之后推出的第三款VR一体机，其机器内采用高通骁龙XR2处理器，采用了支持120赫兹更新率的LCD螢幕。于2020年10月开售；并于2021年将64GB版本停售，并在同价位将机身储存空間更新为128GB。

### Oculus Quest
Oculus Quest是Oculus继Oculus Go之后推出的第二款VR一体机，其机器内采用高通骁龙835处理器，相较Go换用了解析度更低的OLED螢幕，使用第二代 Oculus Touch Controller控制器。于2019年5月开售。

### Oculus Go

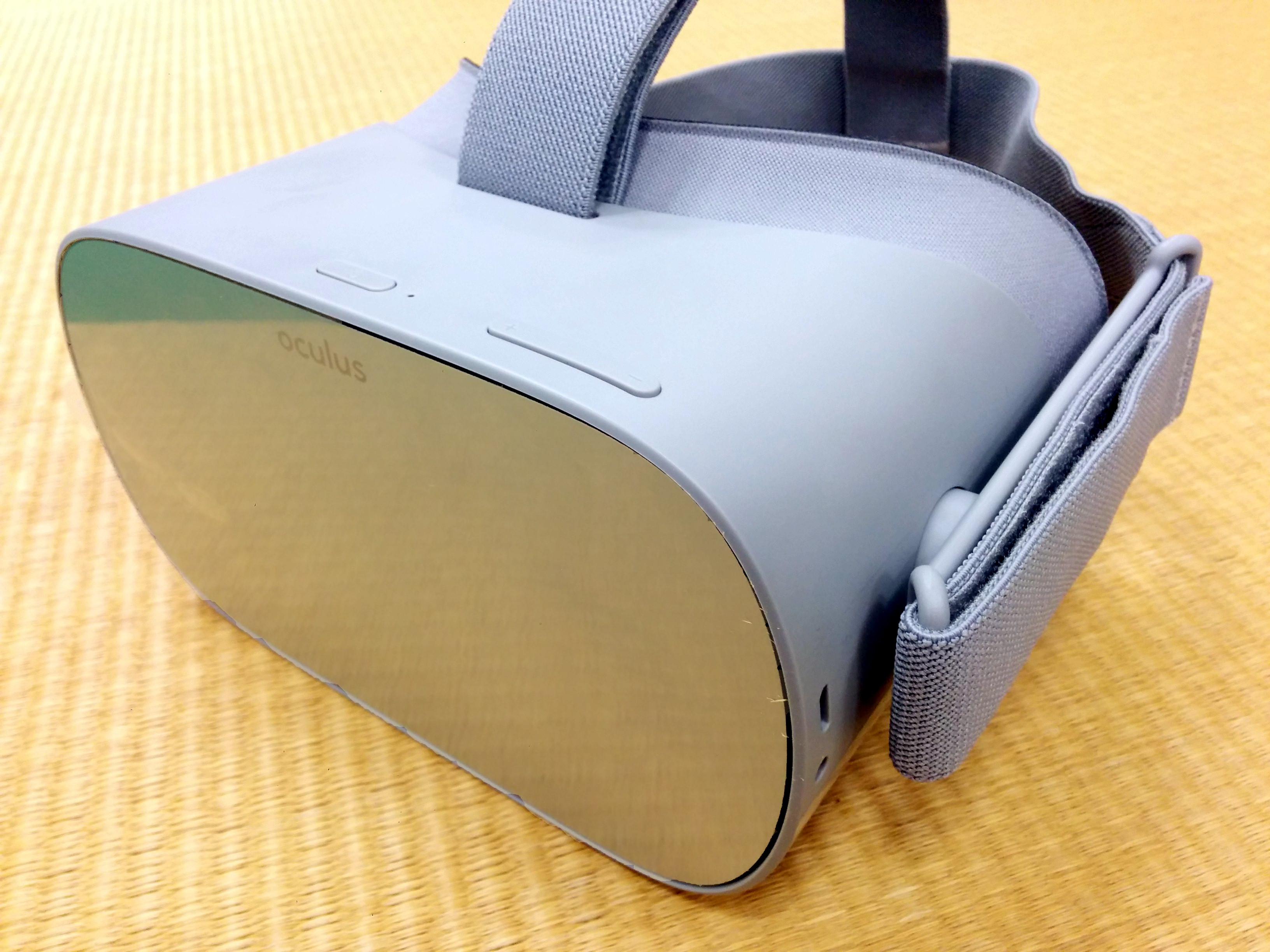
Oculus Go

Oculus Go是Oculus推出的首款VR一体机，由Oculus和高通以及小米联合开发，采用了高通骁龙821处理器，拥有5.5英寸2560×1440解析度的LCD螢幕。于2017年10月公布，并于2018年5月发售；稍晚时候小米以“小米VR一体机”之名在中国大陆地区发布了该产品。

### Oculus Rift

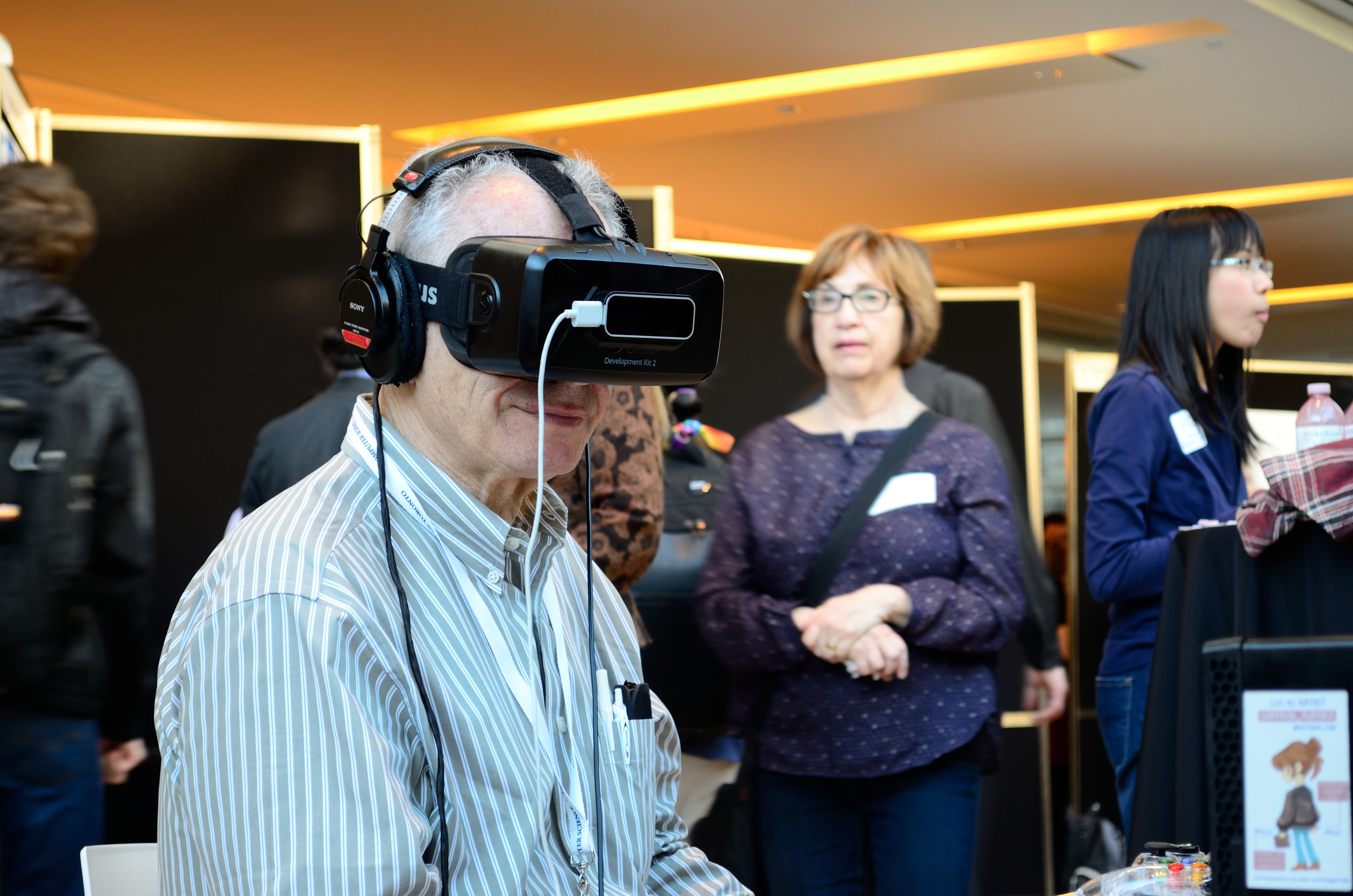
Oculus Rift

Oculus Rift是一个虚拟现实的头戴式显示器。軟體件，最主要的是电子游戏，必须使用Rift定制的被编程。$300开发套件预销售是通过OculusVR公司的网站开始于2012年9月26日。这些套件在第一天的速度4-5每分钟售出，放缓之前持续了整个星期。在2014年3月在GDC，Oculus公司宣布即将来临的DEVKIT2（DK2），预计将于2014年7月推出。

## 外部連結
- 官方网站
- Official developer forum
- YouTube上的"Tuscany Demo" using AstoundSound on TrueAudio – special version of Oculus VR's "Tuscany Demo" showcasing GenAudio's AstoundSound with calculations shunted to AMD TrueAudio